# Arbeitsgericht Laufen
Das Arbeitsgericht Laufen war ein bayerisches Arbeitsgericht mit Sitz in Laufen.

## Geschichte
Gemäß Arbeitsgerichtsgesetz vom 23. Dezember 1926 wurden in Deutschland Arbeitsgerichte gebildet. Diese waren nur in der ersten Instanz organisatorisch selbstständige Gerichte, die Landesarbeitsgerichte waren den Landgerichten zugeordnet. Am Landgericht Traunstein entstand so 1927 das Landesarbeitsgericht Traunstein als eines von 23 Landesarbeitsgerichten in Bayern. In Laufen entstand das Arbeitsgericht Laufen als eines von acht Arbeitsgerichten des Landesarbeitsgerichts. Sein Sprengel umfasste die Gerichtsbezirke der Amtsgerichte Laufen und Tittmoning. Es bestand eine allgemeine Kammer für Arbeiter und Angestellte und eine Kammer für das Handwerk.
Bereits 1929 wurde die Zahl der Arbeitsgerichte deutlich reduziert. Das Landesarbeitsgericht Traunstein wurde aufgehoben, seine Aufgaben übernahm das Landesarbeitsgericht München. Auch das Arbeitsgericht Laufen wurde aufgehoben und seine Aufgaben gingen auf das Arbeitsgericht Reichenhall über.